# Gisela (datter af Pipin den lille)
 For alternative betydninger, se Gisela. (Se også artikler, som begynder med Gisela)
Gisela (fransk: Gisèle; 757 – 810) var den eneste datter af Pipin den lille og hans legitime kone Bertrada af Laon. Hun var dermed søster til Karl den Store og Karloman. Karls levnedsbeskriver, Einhard, beretter, at hun havde været tiltænkt kirken fra barndommen. Hun blev nonne ved Chelles kloster, hvor hun efterhånden steg i graderne til abbedisse. Gisela ledede et af tidens mest produktive scriptorier i det 8. og 9. århundrede. Ifølge Einhard havde hun et godt forhold til sin bror Karl, der "omgikkes hende med samme respekt som han viste sin mor". Hun døde i 810, på klosteret hun havde viet det meste af sit liv til.
Karl den Store og hans kone Hildegard opkaldte deres datter efter Gisela. Gisela den yngre levede omkring tiden 781-800, men ud over dette vides der ikke meget om hendes liv.